# U-923
Unterseeboot 923 foi um submarino alemão do Tipo VIIC, pertencente a Kriegsmarine que atuou durante a Segunda Guerra Mundial.

## Comandantes
| Comandante          | Data                                          |
| ------------------- | --------------------------------------------- |
| Oblt. Heinz Frömmer | 4 de outubro de 1943 - 9 de fevereiro de 1945 |

## Subordinação
Durante o seu tempo de serviço, esteve subordinado às seguintes flotilhas:
| Período                                       | Flotilha                                 |
| --------------------------------------------- | ---------------------------------------- |
| 4 de outubro de 1943 - 9 de fevereiro de 1945 | 23. Unterseebootsflottille (treinamento) |